# Vojnik (bergskedja)
Vojnik är en bergskedja i Montenegro. Den ligger i den centrala delen av landet.
Vojnik sträcker sig 4,0 km i sydostlig-nordvästlig riktning. Den högsta toppen är Vojnik, 1 967 meter över havet.
Topografiskt ingår följande toppar i Vojnik:
- Klekove Glavica
- Mramorje
- Štirna Strana
- Vojnik